# Сант'Анджело Лодиджано
Сант'А̀нджело Лодиджа̀но (на италиански: Sant'Angelo Lodigiano, на западноломбардски: Sant'Angel, Сант'Анджел) е град и община в Северна Италия, провинция Лоди, регион Ломбардия. Разположен е на 73 m надморска височина. Населението на общината е 13 194 души (към 2015 г.).